# Irmandade de Sant’Ana
A Irmandade de Sant'Ana foi uma associação pública de fiéis católicos, criada no século XVIII, e estabelecida na Igreja Matriz de Pirenópolis,  na Freguesia de Nossa Senhora do Rosário de Meya Ponte, logo no início do povoamento de Pirenópolis. Foi a responsável pela construção de um dos altares colaterais da Igreja Matriz, perdido no incêndio de 2002, e se fazia nas celebrações da Igreja Matriz.